# Intendance d'Auch
L'intendance est un édifice situé dans la ville d'Auch, dans l'Occitanie dans le Gers.

## Histoire
Les façades et les toitures anciennes (à l'exclusion des adjonctions modernes) sont inscrites au titre des monuments historiques par arrêté du 26 mars 1973.
Elle a été construite en 1759 après la création de la Généralité d'Auch, elle disparut durant la Révolution et subit plusieurs usages amenant à de nombreux remaniements dont le remplacement de la terrasse ouest par la salle des guichets.
L'axe principal du bâtiment abritait les offices et les cuisines, de nombreuses transformations intérieures furent faites durant le XIXe siècle et le XXe siècle.

## Description
Le monument comportait une cour située au nord-est qui fut agrandie au sud par la démolition d'une aile qui servait d'entrée principale. Au nord-ouest se trouvaient un escalier tournant, des bains, une garde-robe, une chambre...